# Шарль Турнемір
Шарль Турнемір (фр. Charles Tournemire; 22 січня 1870, Бордо — 4 листопада 1939, Аркашон) — французький композитор і органіст.

## Життя та творчість
Турнемір вивчав в Парижі гру на органі, контрапункт, композицію і гармонію у таких майстрів, як Сезар Франк, Шарль Марі Відор і Венсан д'Енді. Починаючи з 1898 року він служив органістом в паризькому соборі Св. Клотильди. 1919 року він став професором камерного ансамблю в Паризької консерваторії.
Композитору належав невеликий будинок на острові Уессан біля західного, атлантичного узбережжя Франції. Тут він охоче проводив час і писав органну музику, яка особливо йому вдавалося, за визнанням самого Турнеміра, під шум морських бур і гуркіт прибою. Згідно з описами сучасників, Турнемір був людиною темпераментною і непередбачуваною. Будь-якого виду музику, що не служила б вихваляння Господа, він вважав абсолютно марною. Був чудовим, надзвичайно винахідливим імпровізатором.
За життя Турнемір був насамперед відомий як органіст й імпровізатор. У наш час увагу знавців привертають його вісім симфоній для оркестру, а також великий цикл композицій L'Orgue Mystique (тв. 55-57). Серед творів циклу є музичні твори, пов'язані змістом із щонедільною католицькою літургією, і супроводжуються грегоріанським хоралом. Ці музичні роботи вказують на глибокий, містичний католицизм Турнеміра. Крім творів для органу, слід зазначити його прелюдії для фортеп'яно з циклу «Дванадцять прелюдій-віршів» (фр. Douze Prélude-Poèmes).

## Твори (вибрані)

### Оркестрові твори
- Симфонія № 1, тв. 18 «Romantique»
- Симфонія № 2, тв. 36 «Ouessant»
- Симфонія № 3, тв. 43 «Moscow 1913»
- Симфонія № 4, тв. 44 «Pages symphoniques»
- Симфонія № 5, тв. 47
- Симфонія № 6, тв. 48 для тенора, хору, органу та оркестру
- Симфонія № 7, тв. 49 «Les danses de la vie»
- Симфонія № 8, тв. 51 «Le triomphe de la mort»

### Органні твори
- L'orgue mystique:
  - Le Cycle de Noël, тв. 55
  - Le Cycle de Pâpues, Op 56
  - Le Cycle après la Pentecôte, тв. 57
- Sortie, тв. 3
- Pièce symphonique, тв. 16
- Triple Choral, тв. 41
- Symphonie sacrée, тв. 71
- Deux Fresques symphoniques sacrées, тв. 75/76

## Дискографія (вибране)

### Для оркестру
- Всі симфонії (крім 6-ї) — Московський симфонічний оркестр, диригент Антоніо де Алмейда (1994—1995)
- Симфонія № 6 — Льєзький філармонічний оркестр, Симфонічний хор Намюра, хор «Брюссельська поліфонія», диригент П'єр Бартоломе

### Для органу

#### L'orgue mystique
- Georges Delvallée (повністю)
- Sandro R. Müller (не закінчене)